# Pieve di San Vincenzo a Torri
La pieve di San Vincenzo a torri si trova sulla via Empolese, nell'omonima località del comune di Scandicci, nella città metropolitana di Firenze, arcidiocesi della medesima città.

## Storia
Di origine medievale è ricordata in documenti del 1058 quando viene definita S.Vincentii sitae Pesae[....] plura publica instrumenta scripta per plures Notarios diversis temporibus.
Nonostante abbia quasi 1000 anni le informazioni storiche che ci sono giunte non sono molte. Tale carenza è senz'altro dovuta alle numerose azioni di guerra di cui il luogo è stato teatro; note sono infatti le scorrerie di Castruccio Castracani nel 1325 e nel 1326 per poi giungere fino ai bombardamenti dell'ultima guerra mondiale. In ogni caso la pieve governava un territorio composta dieci chiese suffraganee che però non le garantivano un buon tenore di vita visto che nel 1260 il suo rettore, Dino Amati, si impegnò a versare solo 7 staia di grano per il mantenimento dell'esercito fiorentino mentre tra il 1276 e il 1303 pagò solo 16 lire annue per le decime.
Se la situazione economica era scarsa non così l'importanza strategica del luogo che nel 1279 venne scelto dalla contessa Beatrice che qui firmò il suo testamento, dalla sopracitata scorreria di Castruccio Castracani e infine nel 1355 divenne il capoluogo della Lega del comune di Torri.
Alla fine del XIV secolo la proprietà era della famiglia Leoni di Firenze, per poi passare di mano nel 1425 alla famiglia Palmieri e successivamente, nel 1608, ai Bernardini sotto il cui patronato nel 1615 venne costruito l'oratorio della Compagnia, per poi essere oggetto del padronato di varie famiglie (Cini, Pandolfini, Grifoni e Covoni).
Un primo restauro noto risale al XV secolo seguito, da un secondo effettuato tra il 1745 e il 1767. A quest'ultimo risalgono sia il portone di ingresso sia gli altari laterali.
Con l'avvicinarsi ai giorni nostri le notizie si fanno più puntuali anche in riferimento all'esistenza di un inventario delle opere d'arte del 1863 ad opera di Carlo Pini. La chiesa non subì gravi danni in occasione del terremoto del 18 maggio 1895.
Nel decennio 1930-40 è la volta di un restauro con modifiche neoromaniche in parte rimosse con i restauri del XX secolo che ha portato in luce le strutture romaniche in particolare nella zona absidale, dove per le nuove esigenze liturgiche è stato demolito l'altare maggiore barocco.

### Leggende
Tra le tante influenze delle battaglie che si sono avvicendate nelle vicinanze della pieve occorre annoverare anche l'alimentazione di alcune leggende, una delle quali vede l'armatura di Castruccio Castracani sepolta in un punto e vigilata da una testina di moro posta sul campanile che ne osserva il sito.
Una seconda leggenda vuole che il crocifisso che può essere ammirato all'interno della chiesa sia quello presente nell'eremo di San Zanobi.

## Descrizione

### Esterno
L'esterno della chiesa non presenta particolari di rilievo, la facciata intonacata mantiene i caratteri settecenteschi, è di stile sobrio, e si estende in larghezza con al centro il portale in pietra (1768) sul quale è presente una apertura a forma di campana. Sullo stesso portale è presente un frontone a forma curva sul quale è presente una testa di cherubino. La finestra a forma di campana è circondata da pietra serena.
Un tempo, a ricordo del possedimento da parte della famiglia Leoni, era presente lo stemma di maiolica della famiglia, andato distrutto in un tentativo di furto.
Sui lati della chiesa la canonica a destra e un altro edificio sulla sinistra e che insieme formano un'unica superficie insieme alla facciata della chiesa stessa. L'edificio sulla sinistra gode del prolungamento del tetto della chiesa mentre sulla parte posteriore la torre campanaria, a sezione quadra, forma un tutt'uno con la costruzione qui illustrata.

#### Il campanile
La muratura non risulta omogenea vista la presenza sia di mattoni che di pietre; sono presenti rinforzi di arenaria mentre i piani sono delimitati da cornici a bastone. La cella campanaria ha un'apertura a sesto acuto, sulla parte rivolta verso i monti è presente uno stemma della famiglia Leoni e la testa di moro su cui verte la leggenda citata. La struttura è supportata da catene inserite a causa dei danni subiti durante l'ultima guerra.
All'interno del campanile sono allocate quattro campane di varie dimensioni, la più grande risale al 1885 e sono state fuse dalla Fonderia Magni di San Concordio(LU)

### Interno
L'insolita ampiezza dell'aula lascerebbe supporre un impianto più grande a tre navate, di cui rimarrebbero i resti dei basamenti delle colonne sotto il pavimento. Oltre all'altare centrale sono presenti due altari a destra e a sinistra rispettivamente risalenti al 1745 e 1767. Nella decade 1930-40 un restauro introdusse delle false trifore di stile neoromanico nei pressi dell'abside. All'altare destro è una tela con la Madonna col Bambino, un Santo martire e San Francesco d'Assisi di Francesco Boldrini, databile al quinto decennio del Seicento, nel quale è presente uno stemma della famiglia Zecchini.

#### Crocifisso

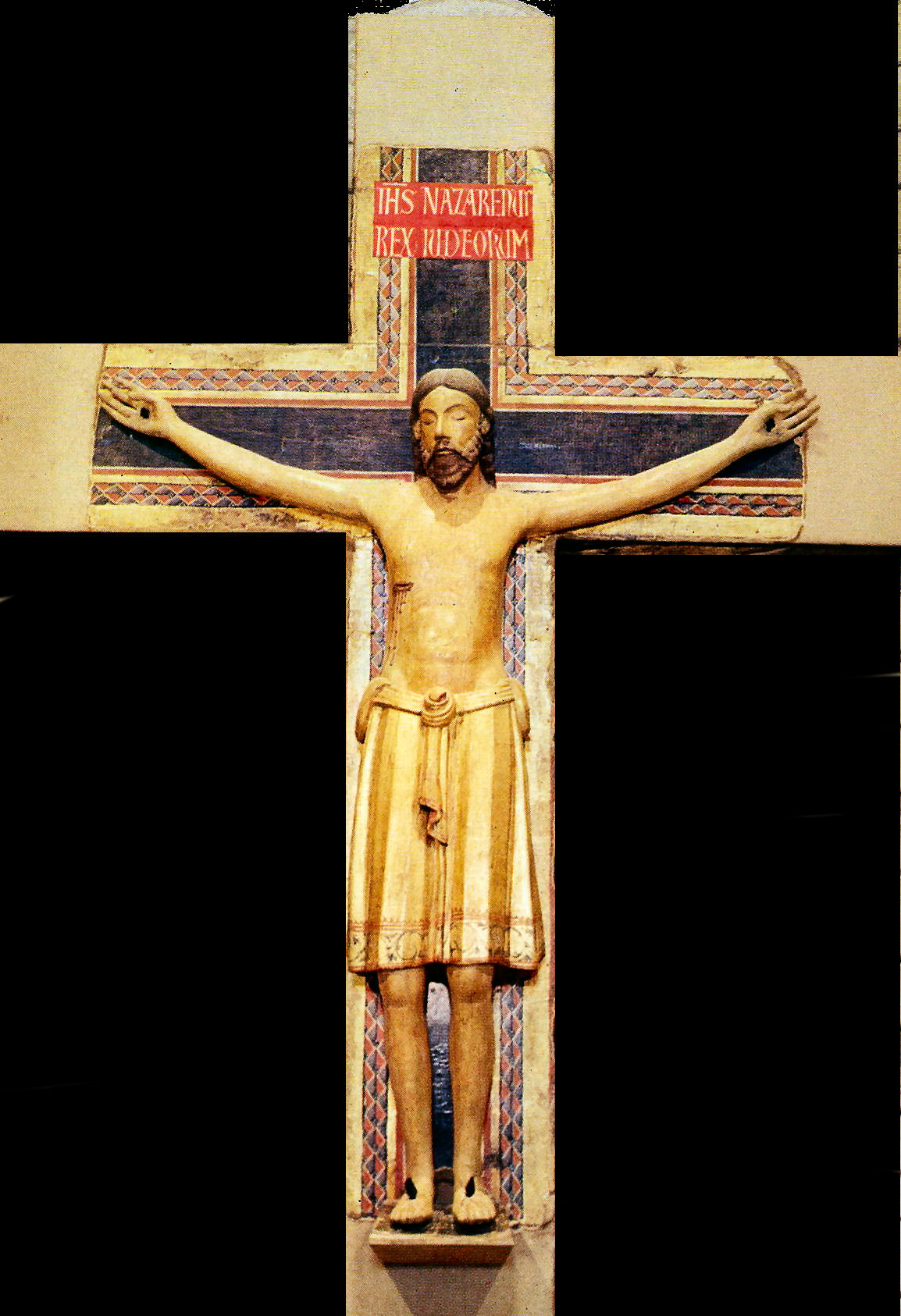
Scuola emiliana, Crocifisso ligneo, 1220 - 1225 ca.

Nel vano absidale si trova il suggestivo Crocifisso ligneo policromo ascrivibile alla scuola emiliana databile intorno al 1220/1225 che domina la scena liturgica al centro dell'abside. Il corpo del Cristo non è inarcato ma è eretto e con la sola testa inclinata. Il Crocifisso ha trovato la collocazione attuale solo dopo il restauro del 1965-66 che ha ripristinato l'originaria policromia, riscoprendo l'espressione intensa del volto dai lineamenti raffinati, i particolari del perizoma e della croce. Prima del restauro il Cristo era infatti coperto da una vernice monocromatica nero-bronzea. Il restauro, inoltre ha restituito all'opera parti laterali della croce e delle braccia del Cristo che erano state rimosse per essere inserite nella nicchia dell'altare destro.
Nella nicchia, da dove il crocifisso è stato rimosso dopo il restauro, ha preso posto una statua. L'opera, di cartapesta colorata, risale al XVIII secolo e rappresenta il santo a cui è dedicata la chiesa. Questi regge con la sinistra una palma simbolo del martirio e con la destra, all'interno di una raggiera dorata, una teca finalizzata ad accogliere reliquie.
La Pieve conservava la tela raffigurante la Madonna col Rosario di Francesco Curradi. Nel dipinto, rimosso per cattivo stato di conservazione, oltre alla Madonna sono presenti il Bambino Gesù, San Domenico, Santa Caterina e quattro angioletti di contorno.
Nei pressi dell'altare è presente un dipinto di Francesco Curradi sovrastato uno stemma in terracotta che risale ai secoli XVI-XVII.
Vicino all'abside sono presenti due angiolini che all'interno di due cornucopie sostengono due candelabri.

### Canonica
All'interno della canonica è stata ricavato un vano sistemato dal cardinale Alfonso Maria Mistrangelo con un camino in pietra serena. Sulle pareti possono essere ammirati gli stemmi dello stesso cardinale, di Papa Pio X e dei patroni. Sono presenti inoltre anche alcuni preziosi dipinti.

## Plebato di San Vincenzo a Torri
- Canonica di San Michele a Castiglione, già esistente nel 1200, la chiesa ad unica navata, conclusa con una scarsella, presenta, sul lato sinistro, una finestra a rombo, rarissima nell'area fiorentina; soppressa, nel 1986, e unita alla chiesa di Montegufoni.
- Chiesa di Sant'Andrea al Colle, risalente alla metà del XIII secolo e conosciuta all'epoca come Pogio al Papo.
- Chiesa di Santa Maria a Marciola
- Chiesa di San Quirico, conosciuta nel XIII come Sancti Quirici Veteri ad Podium Papi. Nel censimento mediceo del 1551 la chiesa risulta non più esistente.
- Ospedale di Ripalta, posto nel comune di Lastra a Signa, appare una sola volta in un documento del 1168.
- Chiesa di San Michele a Torri, conosciuta dal 1237, la chiesa è stata ricostruita nel XX secolo. Soppressa nel 1986 è stato annesso alla pieve di San Vincenzo.
- Monastero di San Barnaba a Torri, monastero benedettino esistente già nel XII secolo, nel 1345 risulta soppresso. Sorgeva nei pressi della chiesa di San Niccolò a Torri.
- Chiesa di San Lorenzo a Torri, posta fuori del castello di Torri, già prima del XVI secolo era stata abbandonata.
- Chiesa di San Niccolò a Torri, conosciuta nel XII secolo come de Corsu Arsu, è stata ricostruita nel XIX secolo e consacrata nel 1908, nel 1986 è stata soppressa e annessa alla pieve di San Vincenzo.
- Chiesa di San Martino a Carcheri